# Eduardo Arellano Félix
Eduardo Arellano Félix (Culiacán, Sinaloa, 11 de octubre de 1956), apodado El Doctor, es un exnarcotraficante mexicano que junto a sus hermanos fundó y dirigió el Cártel de Tijuana, una organización criminal dedicada al narcotráfico.

## Biografía
Eduardo Arellano Félix nació el 11 de octubre de 1956 en Culiacán, Sinaloa. Es el cuarto de los seis hermanos Arellano Félix: Francisco Rafael, Benjamín, Carlos, Eduardo, Ramón y Francisco Javier. También tiene una hermana, Enedina Arellano Félix, de quién se dice es la actual líder de la organización.
Eduardo tomó el mando de la organización después de que su hermano Francisco Javier fuera arrestado por las autoridades estadounidenses en Baja California, el 16 de agosto de 2006. Compartió el liderazgo del cártel con su hermana Enedina, juntos continuaron con el contrabando de varias toneladas de marihuana y cocaína de México hacia Estados Unidos.

## Detención
Eduardo Arellano Félix fue capturado por la Policía Federal después de un tiroteo en Tijuana, Baja California, el 26 de octubre de 2008. Eduardo fue buscado por la Interpol en 180 países, y el Departamento de Estado de los Estados Unidos ofrecía 5 millones de dólares por información que condujera a su arresto. Eduardo Arellano Félix fue acusado en el Distrito Sur de California de los EE. UU. por conspiración para importar cocaína y marihuana.

## Extradición y sentencia
El 1 de septiembre de 2012 fue extraditado a Estados Unidos para enfrentar cargos de lavado de dinero y tráfico de drogas, entre otros delitos. El 18 de agosto de 2013 fue sentenciado a 15 años de prisión.

### Deportación
Después de haber completado 8 años en los Estados Unidos, fue deportado de regreso a México en agosto de 2021 y trasladado de inmediato al Centro Federal de Readaptación Social n.º 1, prisión de máxima seguridad en Almoloya de Juárez, Estado de México.